# Int-Ball

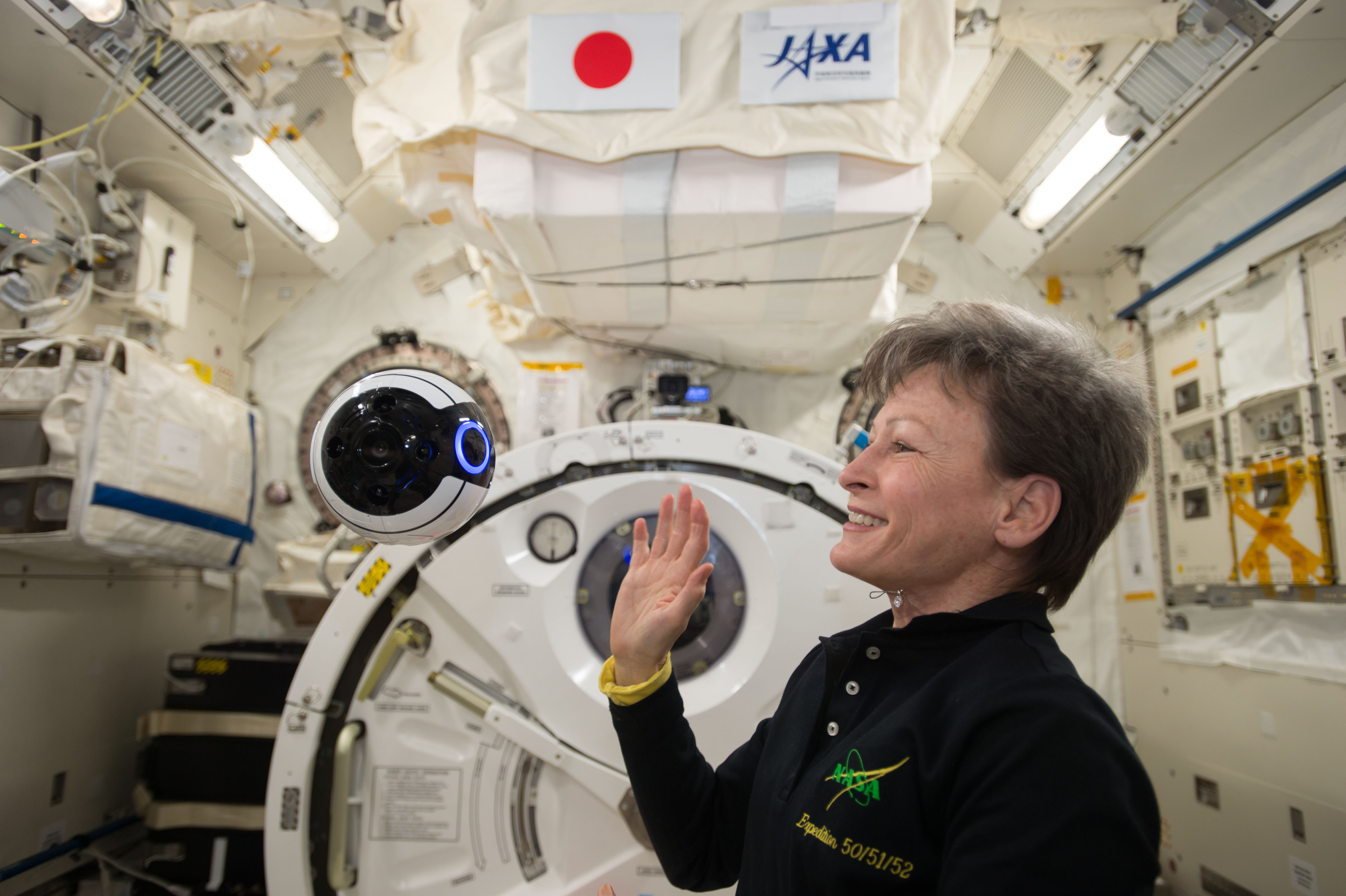
Пегги Уитсон взаимодействует с роботом в модуле «Кибо».

Int-Ball (сокращение от JEM Internal Ball Camera, «Внутренняя камера-шар Японского экспериментального модуля») — японский беспилотный летательный аппарат (дрон, робот), «обитающий» на Международной космической станции (МКС), в японском модуле «Кибо».
«Внутренний шар» разработан и управляется командой JAXA. Доставлен на МКС 4 июня 2017 года, миссией SpaceX CRS-11.
Int-Ball имеет форму шара, способен самостоятельно вращаться и передвигаться в невесомости в любом направлении с помощью электрических пропеллеров и снимать фото и видео под любым углом. Согласно JAXA, снимаемый материал может в режиме реального времени отправляться в цукубский ЦУП, там обрабатываться специалистами, контролирующими выполнение работ и экспериментов, и отправляться обратно на МКС. Int-Ball может двигаться как под контролем операторов с Земли, так и полностью автономно. JAXA надеется, что в будущем дрон поможет контролировать доставку грузов на МКС и решать проблемы, возникающие на борту станции.
Робот создан методом 3D-печати и имеет вид стилизованного человеческого лица с двумя глазами, однако камера на нём лишь одна, между глазами.
Согласно JAXA, дрон не требует от астронавтов абсолютно никакого внимания и освобождает их от ручного фотографирования результатов экспериментов, занимающего около 10 % ценного рабочего времени. Он позволяет специалистам земного ЦУПа наблюдать обстановку внутри МКС так же, как она видна астронавтам, повышая эффективность взаимодействия наземной и орбитальной команд.

## Параметры
- Диаметр — 15 см.
- Масса — 1 кг.
- Количество двигательных пропеллеров — 12[3].